# Reholttumia glaberrima
Reholttumia glaberrima là một loài dương xỉ thuộc họ Thelypteridaceae. Loài này được Achille Richard mô tả khoa học đầu tiên năm 1834.